# Amphechinus
Amphechinus — викопний рід комахоїдних ссавців родини Їжакові (Erinaceidae).

## Поширення
Рід існував в Азії і Європі в олігоцені та в Північній Америці, Африці, Азії і Європі під час міоцену.

## Опис
Важили до 175 г.